# NKK Soccer Club 1993
Questa voce raccoglie le informazioni riguardanti il NKK Soccer Club nelle competizioni ufficiali della stagione 1993.

## Stagione
Giunto terzo nella seconda divisione della Japan Football League con sole sette reti all'attivo, al termine della stagione il NKK ritirò la propria iscrizione dal campionato per cessata attività: l'ultima partita disputata fu l'incontro valevole per il primo turno di Coppa dell'Imperatore, in cui il NKK perse ai rigori dopo aver pareggiato.

## Maglie e sponsor
Le divise, prodotte dalla ennerre, recano sulla parte anteriore il nome della società a cui è affiliato il club.
| Manica sinistra · Maglietta · Manica destra · Pantaloncini · Calzettoni |

## Rosa
| N. |                     | Ruolo | Calciatore      |
| -- | ------------------- | ----- | --------------- |
|    | Giappone (bandiera) | P     | Koichi Kidera   |
|    | Giappone (bandiera) | D     | Yoshikasu Isoda |
|    | Giappone (bandiera) | D     | Tetsuya Itō     |
|    | Giappone (bandiera) | D     | Shōkichi Satō   |
|    | Giappone (bandiera) | D     | Osamu Umeyama   |
|    | Brasile (bandiera)  | D     | Gerson          |
|    | Giappone (bandiera) | D     | Fujio Yamamoto  |
|    | Giappone (bandiera) | D     | Ken Yoshida     |

| N. |                     | Ruolo | Calciatore         |
| -- | ------------------- | ----- | ------------------ |
|    | Giappone (bandiera) | C     | Koji Oikawa        |
|    | Giappone (bandiera) | C     | Katsuo Kanda       |
|    | Giappone (bandiera) | C     | Yasuhide Ihara     |
|    | Giappone (bandiera) | C     | Takatoshi Yamamoto |
|    | Giappone (bandiera) | C     | Yasutoshi Kanda    |
|    | Brasile (bandiera)  | A     | Marcio             |
|    | Giappone (bandiera) | A     | Yoshiyuki Takemoto |
|    | Giappone (bandiera) | A     | Yoshiichi Endo     |

## Statistiche

### Statistiche di squadra
| Competizione          | Punti | Totale | Totale | Totale | Totale | Totale | Totale | DR  |
| Competizione          | Punti | G      | V      | N      | P      | Gf     | Gs     | DR  |
| --------------------- | ----- | ------ | ------ | ------ | ------ | ------ | ------ | --- |
| JFL Division 2        | -     | 18     | 14     | 0      | 4      | 37     | 7      | +30 |
| Coppa dell'Imperatore | -     | 1      | 0      | 1      | 0      | 1      | 1      | 0   |
| Totale                | -     | 19     | 14     | 1      | 4      | 38     | 8      | +30 |